# 국도 제154호선 (일본)

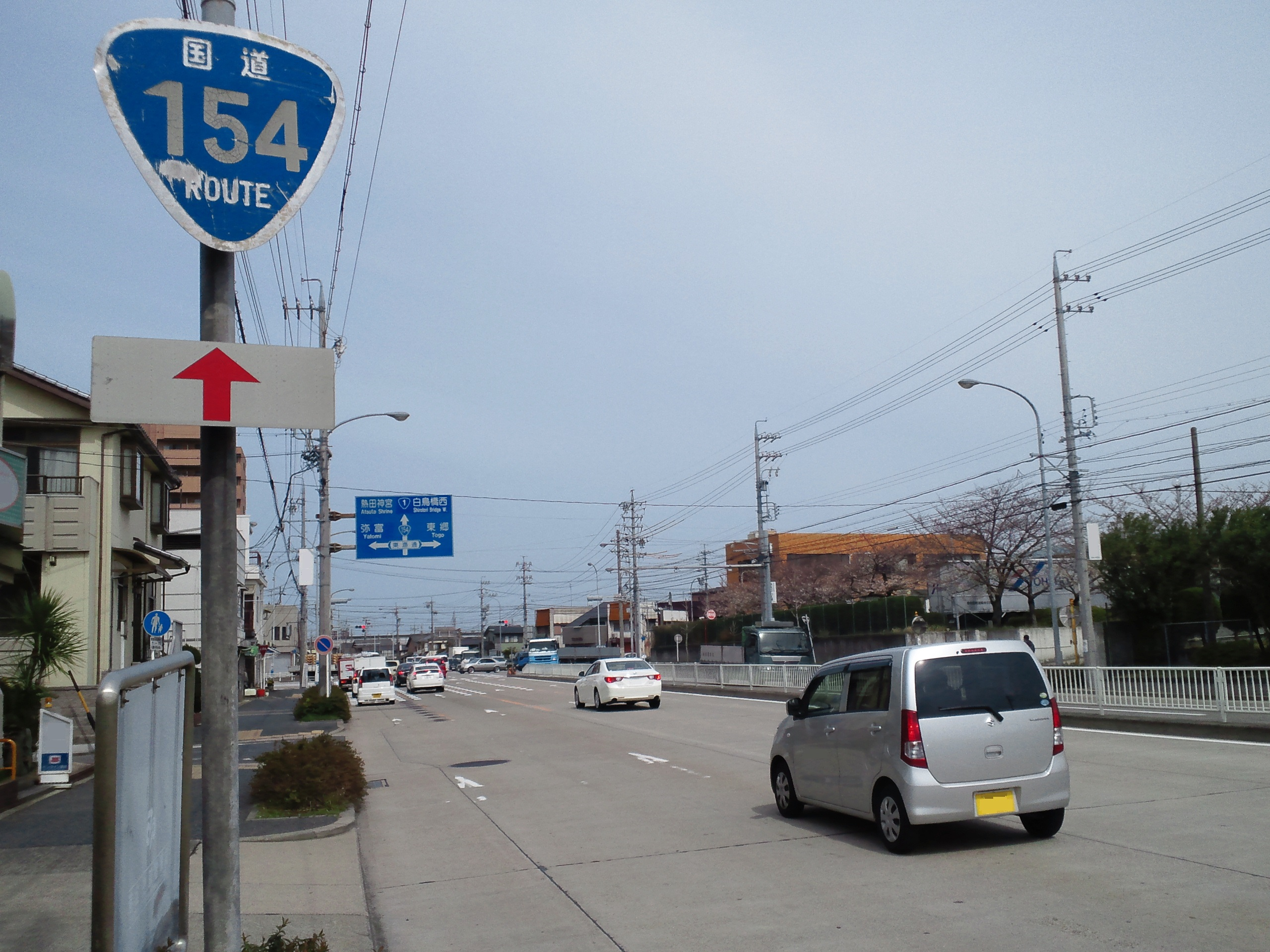
나고야시 미나토구 지토세 교차점 부근 지역 (2013년 3월에 촬영된 배경)
국도의 표지판을 보니까 거의 훼손된 상태로 보일 정도로 구별하기가 매우 어렵게 느끼는 특색을 두고 있다.

국도 제154호선(일본어: 国道154号)은 아이치현 나고야시 미나토구의 나고야항(또는 가든 부두 교차로)에서 아이치현 나고야시 아쓰타구의 시로토리 교 니시 교차로까지 이어주는 일반 국도 노선이다. 그러나 이 도로도 통상적으로 보면 거의 미나토 국도 노선이기도 하다.

## 연혁
- 1953년 5월 18일 : 2급 국도 154호선인 나고야항선(나고야항~나고야시 아쓰타구)으로 지정되어 시행.
- 1965년 4월 1일 : 도로에 관한 법률 개정으로 1·2급의 구분이 모두 사라지고, 이와 동시에 일반 국도 154호선으로 재지정

## 지리
- 통과하는 지자체 : 아이치현 나고야시의 미나토구와 아쓰타구를 서로 왕래한다.
- 통과하는 도로 : 국도 제1호선, 국도 제23호선 등 2개의 국도 노선만 접촉된다.